# Immobilisierte Zelle
Eine immobilisierte Zelle ist eine Zelle, die immobilisiert wurde. Immobilisierte Zellen werden als Biokatalysatoren eingesetzt.

## Eigenschaften
Immobilisierte Zellen sind eine Alternative zu gereinigten und immobilisierten Enzymen und werden verwendet, wenn eine Reinigung des Enzyms problematisch ist oder mehrere aufeinander folgende enzymatische Reaktionen notwendig sind. Die immobilisierten Zellen werden meistens in einem Bioreaktor mit kontinuierlichem Flüssigkeitsstrom verwendet. Teilweise ähneln die zur Immobilisierung verwendeten Stoffe denen aus der 3D-Zellkultur. Dafür müssen bei lebenden immobilisierten Zellen die Reaktionsprodukte aus dem Kulturmedium isoliert werden, im Gegensatz zur Isolation aus einem Puffer bei toten immobilisierten Zellen. Im Vergleich zu immobilisierten Enzymen sind immobilisierte Zellen oftmals kostengünstiger, weil keine Proteinreinigung zur Isolierung des Enzyms erfolgt. Allerdings sind in immobilisierten Zellen auch andere Enzyme vorhanden, wodurch mehr unerwünschte Reaktionsprodukte entstehen können.